# Hans Wilhelm Stodollick
Hans Wilhelm „Willi“ Stodollick (* 17. Juni 1949 in Dortmund; † 23. März 2022) war ein deutscher Politiker (SPD). Er war von 1999 bis 2015 Bürgermeister der Stadt Lünen.

## Ausbildung und Berufstätigkeit
Stodollick war der älteste von drei Söhnen eines Binnenschiffers und späteren Schweißers unter Tage.
Stodollick erwarb 1966 die Mittlere Reife und war danach im Dienst der Verwaltung der Stadt Dortmund tätig, ehe er 1974 die Laufbahnprüfung als Diplom-Verwaltungswirt (FH) und auch die Abiturprüfung bestand. Parallel zu einer Anstellung als Stadtinspektor in Dortmund studierte er ab 1975 Jura und Politikwissenschaft an der Philipps-Universität Marburg und ab 1977 an der Westfälischen Wilhelms-Universität Münster. Dort legte er 1980 sein erstes und 1983 sein zweites juristisches Staatsexamen ab, Letzteres mit Prädikat. Sein Referendariat absolvierte er in Coesfeld und Speyer. Es folgte eine Tätigkeit als Stadtkämmerer in Lübbecke, wo er 1988 das Amt des Stadtdirektors übernahm und für die Bereiche Wirtschaftsförderung, Schule/Sport, Kultur, Haupt- und Personalamt und Sozialamt zuständig war. Ab 1993 war er Stadtdirektor in Lünen.

## Politische Laufbahn
Nach dem Inkrafttreten der neuen nordrhein-westfälischen Kommunalverfassung kam es am 12. September 1999 erstmals zur Direktwahl eines Bürgermeisters. Hierzu trat das SPD-Mitglied Stodollick als Einzelbewerber an und gewann die anschließende Stichwahl gegen die bisherige Amtsinhaberin (und Parteigenossin) Christina Dörr-Schmidt mit über 75 % der abgegebenen Stimmen. 2004 (wiederum als Einzelbewerber) und 2009 (als Kandidat der SPD) wurde er in diesem Amt bestätigt.
In Stodollicks Amtszeiten fielen u. a. die Sanierung der Lüner Innenstadt und andere städtebauliche Projekte. Vergeblich bemühte er sich um die Ansiedlung einer Fachhochschule. Nachdrücklich wandte er sich gegen seit 2012 bekanntgewordene Bestrebungen der Landesregierung, in Lünen eine Klinik für forensische Psychiatrie zu bauen.
Zur erneuten Kommunalwahl am 13. September 2015 trat er nicht mehr an. Sein Nachfolger wurde Jürgen Kleine-Frauns.

## Persönliches
Seit 1981 war Stodollick mit einer Lehrerin verheiratet, mit der er drei Söhne bekam.